# 广州市越秀区二中应元学校
广州市越秀区二中应元学校（简称：应元学校、二中应元）是中国广东省广州市越秀区的一所民办初中，由广州市第二中学于2002年开办；现有教学班36个，在校学生共约750人，教职员工72名。
2022年9月起，二中应元学校改为广州二中清泉校区，不再以“二中应元”的名义招生；2023年9月再改为小北路小学应元校区。

## 历史
21世纪初，在建设示范性高中及“名校办民校”的浪潮下，二中决定创办一所“国有民办”初中。2001年4月，二中与城启房地产公司合作，拟在白云区石井筹建广州二中白云实验学校，并定于同年9月正式招收初一年级4个班的新生；但由于用地出现问题，此计划被迫取消。此后亦曾尝试将广州市第三十四中学转制为民办学校，但因越秀区教育布局调整而告吹:412。
2002年5月，二中决定在原清泉街小学校址开办广州市越秀区二中应元学校，并得到批准。由于该处原有的公办学校被改为收费高昂的民办学校，此举曾引发争议。同年8月，原校舍一期改造及维修工程完工；同年9月，学校正式启用，并招收了首批200余名学生。学校校舍二期工程亦在2003年8月完成。
2011年9月，为解决学校学生人均面积不足的问题，学校租用了原广州市规划局位于广州二中应元路校区旁的广州市市政建设展览馆原址（自编为“会元楼”）作为学校初三年级的教学楼。
为落实新修订的《中华人民共和国民办教育促进法实施条例》及相关配套规定的施行，二中应元学校自2022年新学年起并入广州二中校本部，并更名为清泉校区，不再以“二中应元”的名义招生。

## 生源
应元学校属民办学校，自建校以来均通过公开考试招收学生。由于其属重点学校广州二中创办，加上历年中考成绩突出，得到家长青睐。近年来，当局开始强调不得在义务教育阶段组织与升学挂钩的招生考试，众多民办学校只好暗地组织考试，引发争议。2015年，应元学校更因违规组织考试而被要求减少20%的招生名额。2020年，广州市的民办学校开始采用摇号招生的政策，应元学校亦从往年的面向广州市全市招生调整为仅面向越秀区招生。

## 校园环境

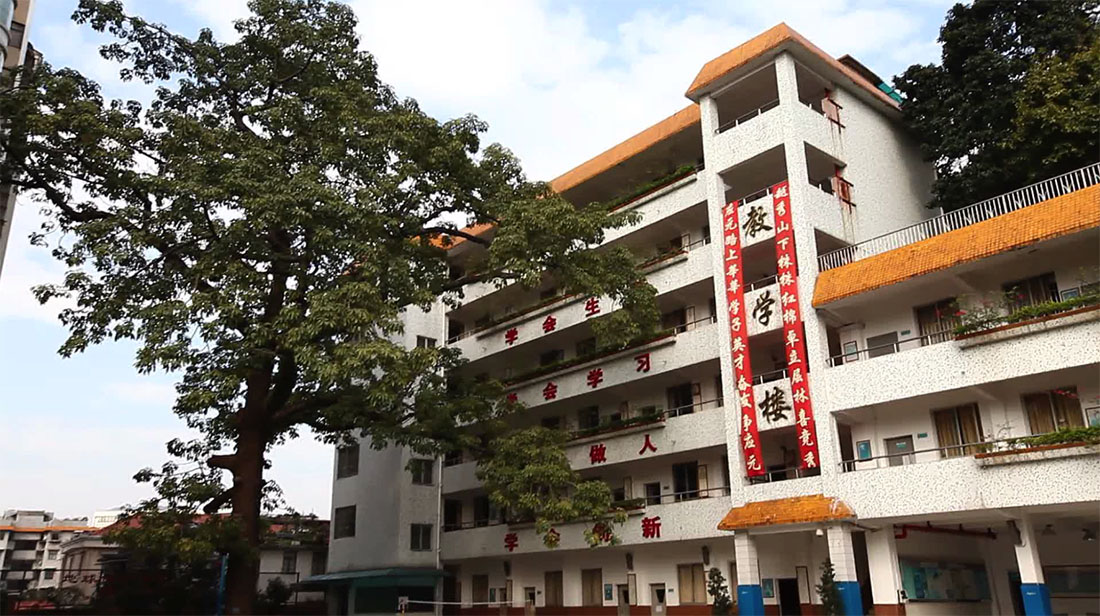
校内知名的木棉树

应元学校校址原是清代關帝廟，1950年代至2002年期间为广州市越秀区清泉街小学所在地；小学调并至其他学校后，该校园空置。2002年，广州二中进驻并开办应元学校。应元学校内有三棵古树，包括140年历史的木棉、130年历史的秋枫、近百年历史的榕树等。

## 历任校长
| 任数  | 姓名   | 任期           |
| ----- | ------ | -------------- |
| 第1任 | 黎昌文 | 2002.8-2002.12 |
| 第2任 | 刘碧露 | 2003.1-2006.8  |
| 第3任 | 区展鸿 | 2006.8-2012.8  |
| 第4任 | 汤碧云 | 2012.8-2015.12 |
| 第5任 | 谭汉添 | 2016.1-2022.8  |